# Paulo Emilio
Paulo Emilio Frossard Jorge (3 tháng 1 năm 1936 – 17 tháng 5 năm 2016) là một huấn luyện viên và cựu cầu thủ bóng đá người Brasil.

## Sự nghiệp Huấn luyện viên
Paulo Emilio đã dẫn dắt Portuguesa, Fluminense, Vasco da Gama, Sporting, Botafogo, Santos, Atlético Paranaense và Cerezo Osaka.